# Pflegekinder-Aktion Schweiz
Die Pflegekinder-Aktion Schweiz ist ein gemeinnütziger, politisch unabhängiger Verein, dessen Anliegen es ist, die Lebenssituation der Pflegekinder in der Schweiz zu verbessern und für sie ein öffentliches Interesse zu wecken.

## Geschichte
Ende 1946 machte die Zeitschrift Der Schweizerische Beobachter auf die Missstände im Verding- und Pflegekinderwesen aufmerksam. Der Zürcher Polizeibeamte Josef Hilpertshausen gründete darauf mit 25 Mitgliedern die Pflegekinder-Aktion Zürich, etwas später entstand die Schweizerische Pflegekinder-Aktion. Hauptanliegen waren: Hilfe für Pflegekinder und Schutz vor der Willkür von Behörden und Versorgern. In mehreren Kantonen entstanden Sektionen, die später Regionalvereine wurden. Seit 1991 nennt sie sich Pflegekinder-Aktion Schweiz.
2016 schloss sich die Pflegekinder-Aktion Schweiz mit der Schweizerischen Fachstelle für Adoption zu PACH, Pflege- und Adoptivkinder Schweiz zusammen. Inzwischen sind die Regionalvereine keine Sektionen mehr, sondern völlig selbstständig und unabhängig von der PACH. Teilweise haben sie auch ihren Namen geändert.

## Aktivitäten
Der Verein setzt sich mit Information, Weiterbildung, Öffentlichkeitsarbeit und politischem Lobbying für die Anliegen der rund 13'000 Pflegekinder in der Schweiz ein. Sie führt in Zürich eine Fachstelle, gibt die Fachzeitschrift Netz heraus, bietet eduQua-zertifizierte Kurse für Pflegeeltern und Fachpersonen im Pflegekinderbereich an, führt Fachtagungen durch und beteiligt sich an Forschungsarbeiten und -projekten.